# Tái Y
Tái Y (tiếng Trung: 載漪; bính âm: Zǎiyī; tiếng Mãn: ᡯᠠᡳ

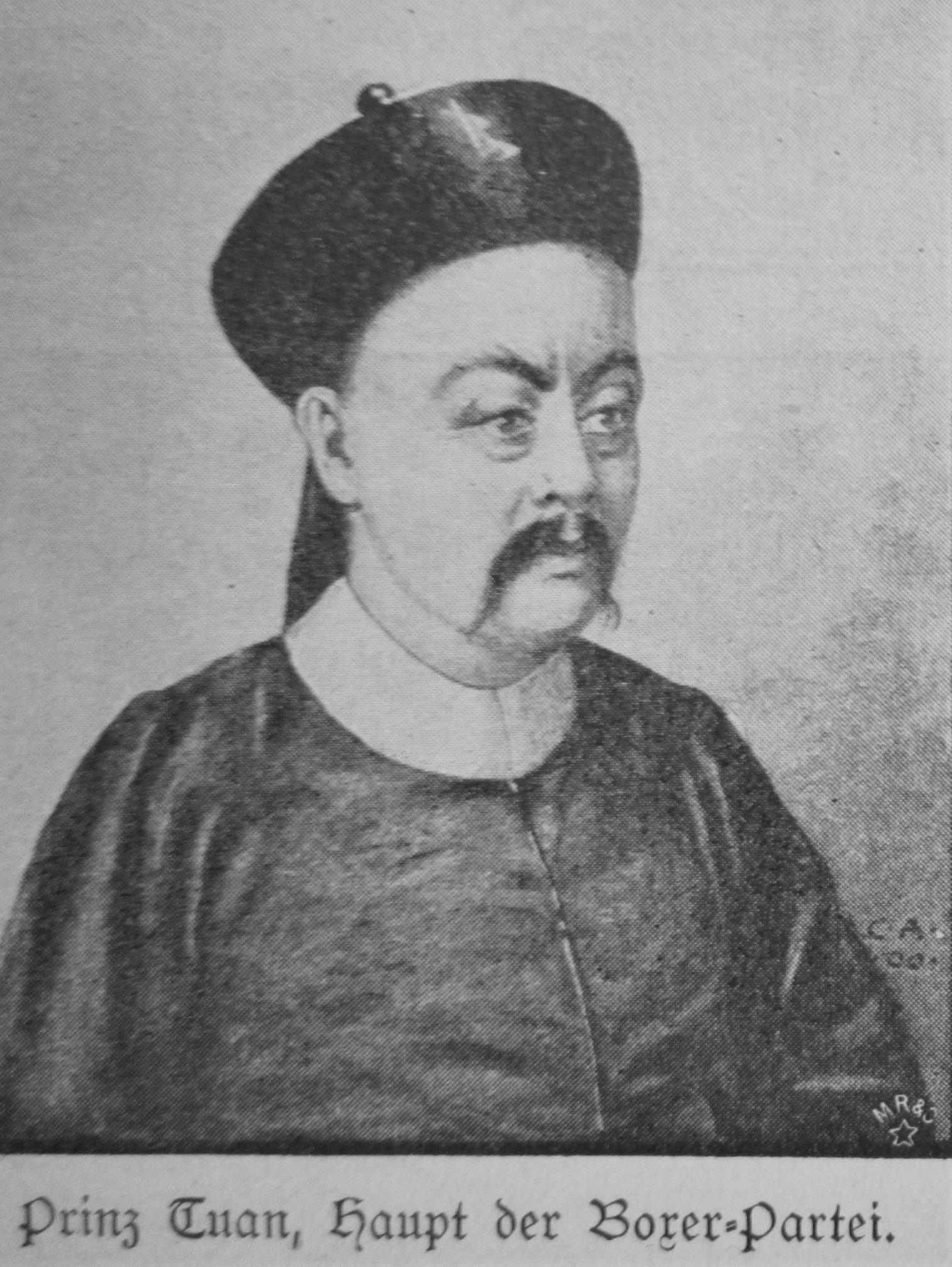
Tranh vẽ Tái Y

 ᡳ, Möllendorff: Dzai I, Abkai: Zai I; 26 tháng 8 năm 1856 – 10 tháng 1 năm 1923), được biết đến với danh hiệu Đoan vương (hay Đoan Quận vương, 端郡王), là một Tông thất và chính khách trong những năm cuối của nhà Thanh. Ông được biết đến nhiều nhất với tư cách là một trong những nhà lãnh đạo của Nghĩa Hòa Đoàn vào những năm 1899 – 1901.

## Thân thế
Tái Y sinh vào giờ Dần, ngày 26 tháng 7 (âm lịch) năm Hàm Phong thứ 6 (1858), là con trai thứ 2 của Đôn Cần Thân vương Dịch Thông và Trắc Phúc tấn Hách Xá Lý thị. Cha ông vốn là con trai thứ 5 của Đạo Quang Đế, nhưng đã trở thành con thừa tự của Đôn Khác Thân vương Miên Khải, con trai thứ 3 của Gia Khánh Đế và là em trai Đạo Quang Đế.
Thụy Hoài Thân vương Miên Hân là con trai thứ 4 của Gia Khánh Đế và Hiếu Hòa Duệ Hoàng hậu. Ông chỉ có duy nhất người con trai Dịch Chí nhưng lại không có con trai. Năm 1860, Tái Y được chọn trở thành cháu thừa tự của Miên Hân, dưới danh nghĩa con trai của Dịch Chí.

## Cuộc đời
Năm Hàm Phong thứ 10 (1860), Tái Y trở thành cháu thừa tự của Miên Hân và được tập tước Bối lặc. Năm Quang Tự thứ 15 (1889), ông được ban hàm Quận vương. 4 năm sau thì trở thành Ngự tiền Đại thần. Đến năm 1894, ông chính thức được tập tước Thụy Thân vương nhưng đây không phải Thiết mạo tử vương nên ông được phong làm Thụy Quận vương. Tuy nhiên, vì sai lầm trong lúc truyền chỉ mà chữ "Thụy" (瑞) của tước vị trở thành chữ "Đoan" (端).
Năm Quang Tự thứ 25 (1899), Từ Hi Thái hậu lập con trai của Tái Y là Phổ Tuấn làm "Đại A ca", muốn cho Phổ Tuấn nhập tự dòng chính thống trở thành con thừa tự của Đồng Trị Đế, ý đồ muốn phế truất Quang Tự để lập Phổ Tuấn lên ngôi. Sự kiện này thường được biết đến với tên gọi "Kỷ Hợi kiến trữ" (tiếng Trung: 己亥建储). Nhưng Phổ Tuấn không được các công sứ phương Tây thừa nhận nên Từ Hi Thái hậu bị buộc dừng kế hoạch phế lập.
Năm 1900, Phong trào Nghĩa Hòa Đoàn bùng phát, Tái Y lúc bấy giờ chưởng quản Thần Cơ doanh, phụ trách sự an toàn của kinh sư, còn có một thời gian từng tiếp quản Tổng lý các quốc sự vụ nha môn nhưng ông lại ủng hộ Nghĩa Hòa Đoàn. Sau khi Liên quân tám nước vào kinh, Tái Y bị liệt vào danh sách tội phạm chiến tranh, được xếp vào hàng những người chủ mưu. Tái Y bị cách tước, trả về làm con của Dịch Thông. Đến năm 1902, dưới áp lực và thỏa thuận từ nhiều bên, Tái Y và Phổ Tuấn được triều đình nhà Thanh giữ lại mạng sống nhưng bị buộc đi lưu đày ở Tân Cương. Ông ở tại vương phủ của A Lạp Thiện Thân vương, cha của Kế Phúc tấn Bác Nhĩ Tế Cát Đặc thị đồng thời là ông ngoại của Phổ Tuấn.
Năm 1917, nhân cơ hội Trương Huân khôi phục ngai vàng, Tái Y được khôi phục tự do cho đến khi ông qua đời vào giờ Thìn ngày 24 tháng 11 năm 1922 (âm lịch).

## Gia đình
Có 2 ghi chép khác nhau về vị trí Đích Phúc tấn của Tái Y. Theo Thanh sử cảo, cũng như nhiều nguồn lấy thông tin từ Thanh sử cảo thì vợ cả của Tái Y là Na Lạp thị, con gái thứ 3 của Quế Tường – em trai Từ Hi Thái hậu. Vì vậy Na Lạp thị chính là cháu gái của Từ Hi Thái hậu, em gái của Long Dụ Hoàng thái hậu. Tuy nhiên, Ái Tân Giác La Tông phổ lại ghi chép vợ cả của ông là Y Nhĩ Căn Giác La thị (伊尔根觉罗氏), con gái của Viên ngoại lang Thiệu Xương (绍昌). Ngoài ra, ông còn có các thê thiếp khác là Kế Phúc tấn Bác Nhĩ Tế Cát Đặc thị (博尔济吉特氏), con gái của Hòa Thạc A Lạp Thiện Thân vương Cống Tang Chu Nhĩ Mặc Đặc (贡桑朱尔默特) và Thứ Phúc tấn Triệu Giai thị (赵佳氏) là con gái của Triệu Duyên (赵延).
Theo ghi chép của Ái Tân Giác La Tông phổ, Tái Y có 2 người con trai lần lượt là:
1. Phổ Soạn (溥僎, 10 tháng 10 năm 1875 – 28 tháng 3 năm 1917), mẹ là Đích Phúc tấn Y Nhĩ Căn Giác La thị. Tháng giêng năm 1894, ông được phong tước Nhất đẳng Trấn quốc Tướng quân. Đến năm 1902 khi Tái Y bị phán lưu đày Tân Cương, ông đã chủ động xin với Từ Hi Thái hậu được đi theo cha để phụng dưỡng.[14]
2. Phổ Tuấn (溥儁, 1885 – 1942), mẹ là Kế Phúc tấn Bác Nhĩ Tế Cát Đặc thị. Khi Từ Hi Thái hậu thùy liêm thính chính đã lập Phổ Tuấn làm Hoàng tử của Đồng Trị Đế. Sau sự kiện Nghĩa Hòa đoàn, Phổ Tuấn cùng Tái Y đều bị lưu đày đến Tân Cương.[15]